# Børsa
Børsa ist eine Ortschaft in der norwegischen Kommune Skaun in der Provinz (Fylke) Trøndelag. Der Ort liegt südwestlich der Stadt Trondheim und hat 1824 Einwohner (Stand: 1. Januar 2024). Børsa ist das Verwaltungszentrum der Kommune Skaun. Von 1837 bis 1964 war Børsa eine eigenständige Kommune.

## Geografie
Børsa ist ein sogenannter Tettsted, also eine Ansiedlung, die für statistische Zwecke als eine Ortschaft gewertet wird. Børsa liegt an der Südküste des Fjords Gaulosen, dem südöstlichen Seitenarm des Trondheimfjords. Die Stadt liegt einige Kilometer südwestlich von Trondheim und einige Kilometer östlich von Orkanger. In Børsa mündet der etwas weiter südlich vom See Laugen abfließende Fluss Børselva in den Gaulosen.

## Geschichte
Von 1837 bis 1964 war Børsa eine eigenständige Kommune. Von der Kommune Børsa wurde zum 1. Januar 1890 die Kommune Skaun, damals unter dem Namen Børseskognen, mit 1410 Einwohnern abgespalten. Børsa verblieb mit 2300 Einwohnern. Zum 1. Januar 1905 wurde Geitastrand mit 674 Einwohnern abgespalten und Børsa hatte danach noch 1420 Einwohner. Geitastrand ging später an Orkdal über. Børsa wurde am 1. Januar 1965 mit Skaun und Buvik zur neuen Kommune Skaun zusammengelegt. Die Kommune Børsa hatte zuletzt 1476 Einwohner.
Die Børsa kirke ist eine Holzkirche, die im Jahr 1857 erbaut wurde.

## Wirtschaft und Infrastruktur
Am Süden des Orts führt in West-Ost-Richtung die Europastraße 39 (E39) vorbei. Die E39 führt im Osten nach Trondheim und im Westen nach Orkland. Östlich von Børsa liegen auf dem Wegstück bis zum Ort Buvika mehrere Straßentunnel, zu denen der Mannsfjelltunnel zählt. Auch Richtung Westen führt die E39 durch mehrere Tunnel. Direkt an Børsa schließt im Westen der Viggjatunnel an. Aus dem Süden führen der Fylkesvei 709 und der Fylkesvei 6630 auf den Ort zu.
Bei Børsa befinden sich für die Landwirtschaft gut geeignete Böden. Insbesondere die Milchproduktion ist typisch. Von Bedeutung für die Lokalwirtschaft ist auch die Forstwirtschaft. Im Bereich der Industrie ist unter anderem die Holzindustrie vertreten.

## Name
Der Ortsname leitet sich vom altnordischen Namen Birgsi ab. Im Jahr 1343 wurde der Ort im Zusammenhang als i Birgsa erwähnt. Dabei handelt es sich vermutlich um eine Form des Wortes berg, die zuerst als Fjordname genutzt wurde. Die Einwohner des Ortes werden Børsværing genannt.

## Persönlichkeiten
- Egil Aarvik (1912–1990), Politiker und Journalist